# Zwyczajna dziewczyna
Zwyczajna dziewczyna (ang. Their Finest) – brytyjski komediodramat z 2016 roku w reżyserii Lone Scherfig, powstały na podstawie powieści Lissy Evans Their Finest Hour and a Half z 2009 roku.
Premiera filmu odbyła się 10 września 2016 podczas 41. MFF w Toronto. Siedem miesięcy później, 21 kwietnia 2017 roku, obraz trafił do kin na terenie Wielkiej Brytanii.

## Opis fabuły
Akcja filmu rozgrywa się w Wielkiej Brytanii w czasie II wojny światowej. Catrin Cole (Gemma Arterton) to początkująca scenarzystka, która dostaje pracę przy filmie. Brytyjskie Ministerstwo Informacji wiąże z nim wielkie nadzieje. W trudnych czasach produkcja ma podtrzymać Anglików na duchu. Szybko okazuje się, że zadanie Catrin nie należy do ambitnych. Kobieta ma napisać głupawe dialogi dla kobiecych postaci. Na dodatek na planie wszystko się kręci wokół podstarzałego aktora, zarozumiałego reżysera i scenarzysty Toma Buckleya (Sam Claflin), który uważa, że żadna kobieta nie dorównuje mu talentem.

## Obsada
- Gemma Arterton jako Catrin Cole
- Sam Claflin jako Tom Buckley
- Jack Huston jako Ellis Cole
- Helen McCrory jako Sophie Smith
- Eddie Marsan jako Sammy Smith
- Rachael Stirling jako Phyl Moore
- Richard E. Grant jako Roger Swain
- Henry Goodman jako Gabriel Baker
- Paul Ritter jako Raymond Parfitt
- Natalia Ryumina jako Muriel
- Jeremy Irons jako Minister Wojny
- Bill Nighy jako Ambrose Hilliard i wujek Frank
- Jake Lacy jako Carl Lundbeck i Brannigan
- Claudia Jessie jako Doris Cleavely i Lily
- Stephanie Hyam jako Angela Ralli-Thomas i Rose
- Hubert Burton jako Wyndham Best i Johnnie

## Produkcja
Zdjęcia kręcono w Londynie oraz w Walii (Swansea, liczne lokacje w hrabstwie Pembrokeshire).

## Odbiór

### Krytyka w mediach
Film Zwyczajna dziewczyna otrzymał pozytywne recenzje od krytyków. W serwisie Rotten Tomatoes średnia ocen filmu wyniosła 87% ze średnią oceną 7.1 na 10. Na portalu Metacritic średnia ocen wyniosła 76 punktów na 100.